# Dahlgårds Tivoli
Dahlgårds Tivoli er en dansk tv-dokumentarserie på otte afsnit, der blev vist på DR1 i 1999.
Programmet er i eftertiden blevet betegnet som kult. Programmet følger det daglige arbejde i Dahlgårds Tivoli, et omrejsende tivoli ejet af Leif Dahlgård, i løbet af en sæson, der for første gang indeholder et nyt koncept i form af koncerter med bl.a. Cartoons og Hit'n'Hide.
Serien har siden fået en revival, blandt andet i kølvandet på podcasten Dahlgårds Tivoli Podcast med Pelle Lundberg som vært.
Desuden er citater som "Hvor fanden bli'r musikken af?!", "Fandme tak ska' du ha'." og "Høns ka' ikk' frys'." blevet en del af fans af seriens dagligdagssprog.

## Modtagelse
I 2017 tildelte Filmmagasinet Ekko retrospektivt programmet fem ud af seks stjerner og skrev, at der hverken før eller siden er blevet produceret bedre reality-tv i Danmark.

## Dahlgårds Tivoli Podcast
I 2020 lavede komikeren Pelle Lundberg en podcast, hvor de otte afsnit af serien blev gennemgået med skiftende gæster. Desuden var der en række interviews med de medvirkende og et liveshow.
Afsnit
| Afsnit | Titel                      | Medvirkende                                                                                   |
| ------ | -------------------------- | --------------------------------------------------------------------------------------------- |
| 1      | Sommertid                  | Jacob Ege Hinchely, Jesper Simo og Thomas Klinkby                                             |
| 2      | Ny by – nye kvinder        | Jacob Ege Hinchely, Jesper Simo og Thomas Klinkby                                             |
| 3      | Krig og Kærlighed          | Nikolaj Stokholm, Jasper Ritz og Jesper Groth                                                 |
| 4      | Ryg og rejs                | Lisbet Barrett, Jasper Ritz og Jesper Groth                                                   |
| 5      | Al magt til folket         | Mathias Helt og Jesper Groth                                                                  |
| 6      | Venner eller ej            | Jesper Simo, Heino Hansen og Anne-Kirstine Cramon                                             |
| 7      | Svingdøren                 | Jacob Ege Hinchely og Jesper Groth                                                            |
| 8      | Cirkushesten               | Nikolaj Stokholm, Rasmus Brohave og Thomas Klinkby                                            |
| 9      | Interview med Keld         | Keld Steenstrup                                                                               |
| 10     | Interview med Raymond      | Raymond Pedersen                                                                              |
| 11     | De 10 bedste scener        |                                                                                               |
| 12     | Liveshow fra Bremen Teater | Leif Dahlgård, Johnny Frandsen, Raymond Pedersen, Jesper Simo, Thomas Klinkby og Jesper Groth |
| 13     | Interview med Jan Lund     | Jan Lund                                                                                      |